# Bandido (filme)
Bandido (br.: O Bandido / pt.: Bandido) é um filme de aventura estadunidense de 1956, dirigido por Richard Fleischer para a United Artists. O roteiro de Earl Felton se passa em 1916, durante a Revolução Mexicana, com filmagens no México, na região de Acapulco. Robert Mitchum estrela o filme e também é coprodutor, através de sua companhia, DRM Productions .

## Elenco
- Robert Mitchum...Wilson
- Ursula Thiess...Lisa Kennedy
- Gilbert Roland...Coronel Escobar
- Zachary Scott...Kennedy
- Rodolfo Acosta...Sebastian
- José Torvay...Gonzales
- Henry Brandon...Gunther
- Douglas Fowley...McGhee

## Sinopse
Em 1916, o traficante de armas Kennedy atravessa a fronteira com sua esposa e se hospeda num hotel mexicano, seguido secretamente pelo aventureiro Wilson. Através de um informante, Wilson fica sabendo que Kennedy pretende pegar um trem e se encontrar com o Exército legalista para lhes oferecer uma grande carga de munição e armamentos. Wilson então parte para San Lucas, onde está havendo uma sangrenta batalha entre os revoltosos do Coronel Escobar e os regulares. Da sacada de seu hotel, Wilson arremessa algumas granadas Mk2 e destrói a artilharia do exército, dando a vitória aos rebeldes que o apelidam de "El Alacran" ("O Escorpião"). Ele se encontra com Escobar e lhe fala do carregamento de armas. Os rebeldes e Wilson capturam o trem onde viajava Kennedy, mas o aventureiro se interessa pela esposa dele, a bonita Lisa, e tenta salvá-la, levando a que Escobar e seus homens o considerem um "traidor" e tentem fuzilá-lo.  

## Produção
As locações no México foram em Cuernavaca, Tepetlán, Palo Balero em Xochitepec, Yautepec de Zaragoza, Acapulco, Iguala e o Hotel Hacienda em Cocoyoc, Morelos.